# Rzeźby przy Pałacu Młodzieży w Bydgoszczy
W otoczeniu bydgoskiego Pałacu Młodzieży, ukończonego w 1974 roku znalazło się kilka instalacji artystycznych, dopełniających architekturę modernistycznego budynku. Pałac Młodzieży został wybudowany przy reprezentacyjnej ulicy Jagiellońskiej, w sąsiedztwie ówczesnego Ronda XXX-lecia PRL (aktualnie Rondo Jagiellonów), które pod koniec lat 60. i na początku 70. urosło do rangi nowego centrum miasta Bydgoszczy.

## Pomnik Przyjaźni miast Reggio Emilia i Bydgoszczy

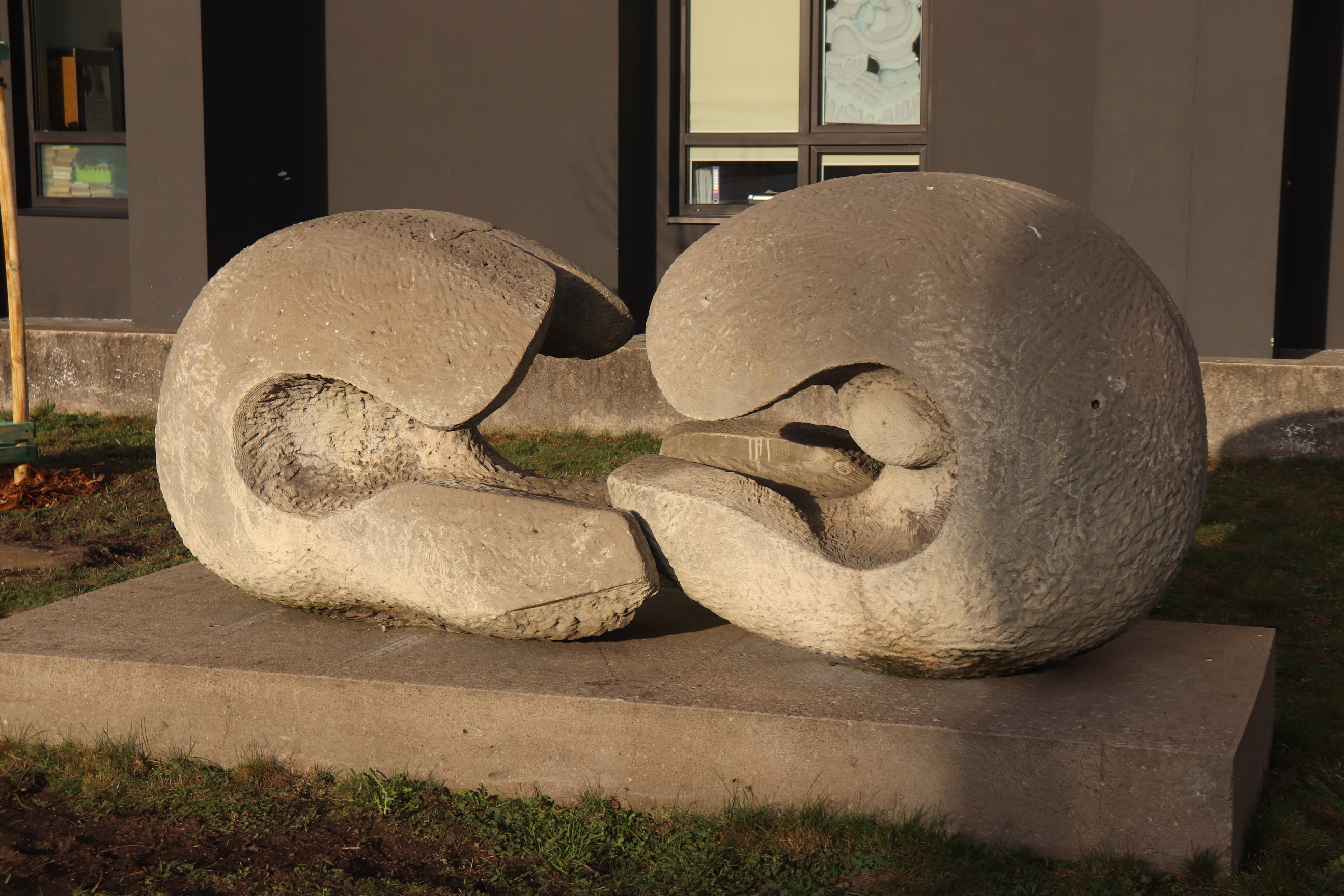
Pomnik Przyjaźni miast Reggio Emilia i Bydgoszczy

Pomnik Przyjaźni miast Reggio Emilia i Bydgoszczy – abstrakcyjna rzeźba ustawiona przed fasadą Pałacu Młodzieży, od strony ulicy Jagiellońskiej, którą w 1975 roku wykonał włoski artysta-rzeźbiarz Graziano Pompilli. Rzeźba upamiętnia partnerstwo miast Reggio Emilia we Włoszech oraz Bydgoszczy w Polsce, zawartego 12 kwietnia 1962. Forma obiektu jest charakterystyczna dla tamtych czasów, autor operował fakturą rzeźby oraz światłocieniem, tworzącym się wewnątrz „muszli”.

## Lokomotywa

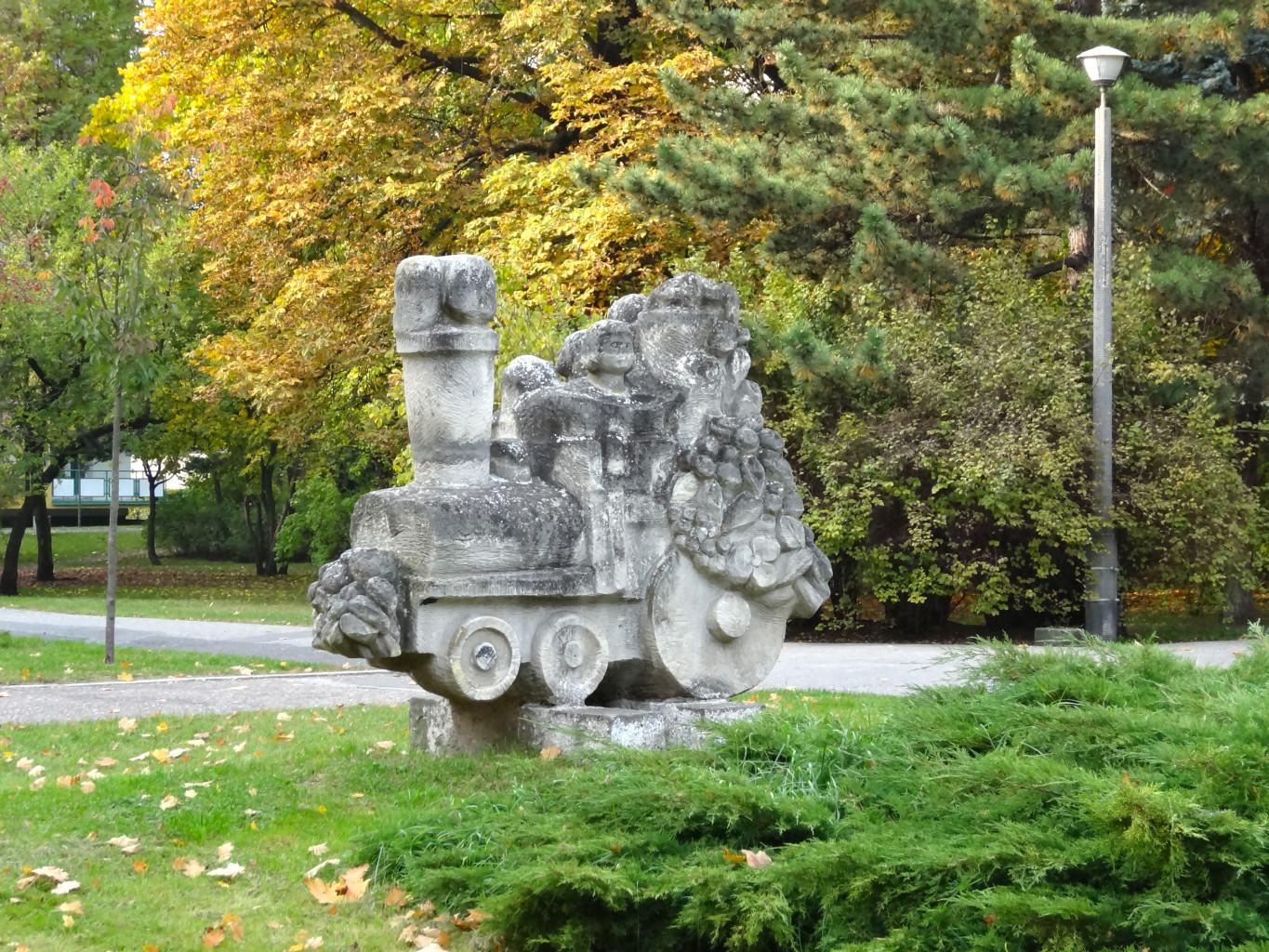
Dzieci jadące do Pałacu Młodzieży

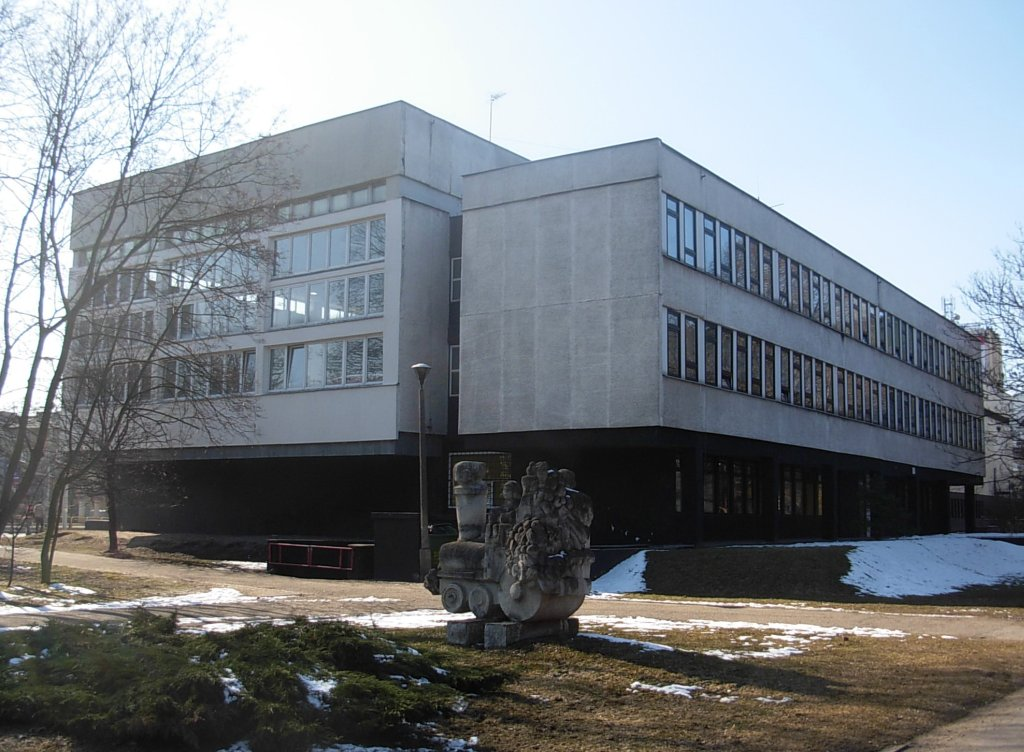
Dzieci jadące do Pałacu Młodzieży

Lokomotywa (również nazywana Dzieci jadące do Pałacu Młodzieży) rzeźba pierwotnie znajdowała się przy wschodniej elewacji Pałacu, od strony Parku Ludowego im. Wincentego Witosa. Po remoncie Parku, znalazła się w pewnym oddaleniu od pierwotnego miejsca. Przedstawia artystyczną wizję parowozu, na tendrze którego siedzą uproszczone sylwetki dzieci.